# Sân vận động Côn Sơn
Sân vận động Trung tâm Thể thao Côn Sơn (tiếng Trung: 昆山体育场) là một sân vận động đa năng ở Côn Sơn, Trung Quốc. Sân hiện đang được sử dụng chủ yếu cho các trận đấu bóng đá. Sân vận động có sức chứa 30.000 khán giả.